# Josep Maria Boix i Rissech
Josep Maria Boix i Risech (Torroella de Montgrí, 23 de març del 1908 - Girona, 2 de juliol del 1980) va ser músic, compositor de sardanes i director de cobla.

## Biografia
Instrumentista de tible i director de cobla, després de ser membre de la cobla Art Gironí va ser membre fundador (1926) de la cobla Girona, que dirigí a partir del 1933. En aquesta formació passà la major part de la seva vida com a músic.
Compongué més de 400 sardanes, de les quals Maria Mercè n'és potser la més coneguda. També compongué de manera prolífica sardanes revesses. També és autor de diverses peces per a orquestra.

## Fons
El Museu de la Mediterrània, de Torroella de Montgrí, acull un fons especial de Josep Maria Boix Rissech.

## Obres
- Dalt la muntanya, poema per a cobla, dedicat al mestre Ramon Serrat
- Nicodemus, per a orquestra
- Ucranian Dances, per a orquestra

### Sardanes
- A les ninetes del Pont Major
- Abadessa Emma
- Aires del Ter
- Apa Vicenç, obligada de tenora
- Bella i gentil
- La bruixa, obligada de cobla
- Cantava el passerell (1949), obligada de tible
- Clemència (1947)
- Constància
- Conversa animada
- Encisadora (1952), obligada de tible signada per Boix-Villalonga (tema del tible Robert Villalonga i instrumentació de Josep Maria Boix)
- Flors al vent
- Les fonts del Canyo (1962)
- Gatzara en el Vallespir, obligada de cobla
- Gironina (1915)
- Guillermina (1932)
- El jardí de Sant Boi, obligada per a tible
- Joaquima i Marta, obligada de cobla
- Leonor (1977)
- Maria Mercè (1945), lletra de Joan Viladoms
- Mariagna (1956), obligada de tible
- Montbui (1946)
- Montse (1972), lletra de Jaume Falcó i Jané
- Les ninetes del pont Major (1923)
- Per Anna Maria (1947), dedicada a la seva esposa, Anna Maria Fajula i Soler
- Rebrolls de primavera
- Rebrolls del GEIEG (1972)
- Refila Pep, obligada per a tible
- Repuntejant (1967)
- Serrallonga, obligada per a tible
- Tarda florejada, obligada de tenora
- Tretze, revessa